# Titanijum dioksid
Titanijum dioksid ili titanijum (IV) oksid je prirodni oksid titanijuma, čija je formula TiO2. Ako se upotrebljava kao pigment, naziva se titanijumsko belo, beli pigment 6 ili CI 77891. Titanijum dioksid ima veoma široku upotrebu, između ostalog kao sastojak boja, krema za sunčanje ili za bojenje hrane. Kao dodatak hrani ima oznaku E171.

## Zastupljenost
U prirodi se nalazi u obliku minerala rutila, anatasa i brukita. Najviše je zastupljen rutil. Postoje još i tri sintetički proizvedene metastabilne forme i pet formi stabilnih pod visokim pritiskom. Ovi minerali se koriste kao ruda za dobijanje titanijuma (takođe i mineral ilmenit). Nedavno su u Bavarskoj u krateru Ries pronađene monoklinska (slična kristalu badelejitu) i ortorompska forma (slična olovo (IV) oksidu). Najčešća forma je rutil, koji je ujedno i najstabilnija forma. Anatas i brukit prelaze u rutil putem zagrevanja.
| Forma                                               | Kristalni sistem | Sinteza                                     |
| --------------------------------------------------- | ---------------- | ------------------------------------------- |
| rutil                                               | tetragonalni     |                                             |
| anatas                                              | tetragonalni     |                                             |
| brukit                                              | ortorompski      |                                             |
| [ 6 ]                                               | monoklinski      | Hidroliza nakon zagrevanja                  |
| , forma slična holanditu                            | tetragonalni     | Oksidacija povezane kalijum titanat bronze, |
| , forma slična ramsdelitu                           | ortorompski      | Oksidacija povezane litijum titanat bronze  |
| 2(II)- forma slična (?-2)                           | ortorompski      |                                             |
| forma slična badelejitu (sedmostrano koordinirani Ti) | monoklinski      |                                             |
| 2                                                   | ortorompski      |                                             |
| kubična forma                                       | kubični          |                                             |
| 2 , forma slična kotunitu (PbCl2)                   | ortorompski      |                                             |

Prirodno pronađeni oksidi se kopaju u rudnicima, a služe i kao komercijalni izvor titanijuma. Metal titanijum se može dobiti i iz drugih minerala poput ilmenita ili leukoksena, ali i iz jedne od najčišćih formi: rutila sa peščanih plaža. Zvezdani safiri i rubini dobijaju svoj asterizam zbog prisutnog rutila u njima.
Titanijum dioksid (B) je pronađen kao mineral u nekim pukotinama na tektitima, te kao lamele u anatasu iz hidrotermalnih vrela. Ova forma 2 ima relativno nisku gustinu.
Spektralne linije iz titanijum dioksida su dosta izražene u zvezdama klase M, koje su dovoljno hladne da omoguće formiranje molekula ovog hemijskog jedinjenja.

## Proizvodnja
Kod hloridnog procesa ruda se redukuje ugljenikom, a zatim oksiduje hlorom, pri čemu nastaje titanijum tetrahlorid. Nastali proizvod se destilira i oksidira kiseonikom, pri čemu nastaje čisti TiO2, dok se istovremeno regeneriše hlor.
Sulfatni postupak koristi ilmenit za dobijanje titanijum dioksida. Ilmenit reakcijom sa sumpornom kiselinom daje titanijumovu so, koja se dalje procesira do čistog TiO2, a nusproizvod gvožđe(II) sulfat se kristališe i izfiltrira. Druga metoda za obogaćivanje ilmenita je Bečerov proces. Jedna od metoda za proizvodnju titanijum dioksida sa velikim značajem u nanotehnologiji je solvotermalna sinteza titanijum dioksida.
U laboratoriji, anatas se može pretvoriti putem hidrotermalne sinteze u TiO2(B) nanocevi i nanožice, koje su od potencijalnog interesa kao katalizatorska podrška i fotokatalizator. Da bi se ovo odvijalo, anatas se meša sa 15 mola natrijum hidroksida (NaOH) i zagreva na 150 °C u trajanju od 72 sata. Proizvod reakcije se ispira rastvorenom  i zagreva na 400 °C sledećih 15 sati. Dobijanje nanocevi je kvantitativno, a one imaju spoljašnji prečnik od 10 do 20 nanometara, unutrašnji od 5 do 8 nanometara, te dužinu od 1 mikrona. Na višim temperaturama reakcije (170 °C) i manjim zapreminama reaktanata dobijaju se odgovarajuće nanožice.

## Upotreba
Titanijum dioksid se koristi kao beli pigment, zahvaljujući izrazito velikom indeksu prelamanja svetlosti (n = 2,7); samo nekoliko drugih poznatih supstanci ima veći indeks prelamanja. Oko 4 miliona tona pigmenta TiO2 se proizvede i potroši u svetu godišnje. Ako se koristi kao tanki film ili emulzija, njegov indeks prelamanja i boja daju mu odlična optička reflektivna i pokrivna svojstva, koja se koriste u dielektričnim ogledalima i nekim dragim kamenjima poput "mističnog vatrenog topaza". Takođe se dodaje pri proizvodnji plastike, papira, tinte, lekova, kozmetičkih proizvoda, paste za zube, itd. Titanijum dioksid se upotrebljava i u fotokatalitičkim procesima (uz ultraljubičasto zračenje).
U kozmetici i proizvodima za negu kože, titanijum dioksid se koristi kao pigment, ali i kao sredstvo za zgrušavanje. Takođe se koristi i kao pigment za pravljenje tetovaža. Ovaj pigment se dosta koristi pri proizvodnji plastike i srodnim primenama zbog svoje otpornosti na ultraljubičasto zračenje, gde apsorbuje UV zračenje efikasno pretvarajući UV svetlost u toplotu. Zbog takvih osobina, 2 se koristi i u većini krema za sunčanje. Većina proizvođača krema za sunčanje svoje proizvode zasniva na titanijum dioksidu i cink oksidu, jer ove supstance izazivaju daleko manju iritaciju kože od drugih hemijskih supstanci koje apsorbuju UV zračenje.
Titanijum dioksid se koristi za označavanje belih linija na teniskim terenima, npr. klub engl. All England Lawn Tennis and Croquet, gde se održava godišnji teniski turnir u Vimbldonu.
Naročito u formi anatasa, titanijum dioksid je fotokatalizator pod ultraljubičastim svetlom. Nedavno je pronađeno da se fotokataliza pojavljuje i pod uticajem vidljivog svetla, ukoliko se titanijum dioksidu dodaju joni azota ili metalni oksidi poput volfram trioksida. Snažni oksidacioni potencijal pozitivnih elektronskih rupa oksiduje vodu i stvara hidroksilne radikale. Takođe može da direktno oksiduje kiseonik i organske materije. Zbog svojih sterilizirajućih, deodorizirajućih i drugih osobina, 2 se dodaje u boje, cemente, prozore i slične proizvode. Koristi se i u Graetzelovim ćelijama, vrsti hemijskih solarnih ćelija. Fotokatalitičke osobine titanijum dioksida je otkrio Akira Fudžišima 1967. godine, a svoje otkriće je objavio 1972. godine. U njegovu čast, proces koji se odvija na površini kristala titanijum dioksida se naziva "Honda-Fudžišima efekt".

## Literatura
- Emsley, John (2001). Nature's Building Blocks: An A-Z Guide to the Elements. Oxford: Oxford University Press. стр. 451—53. ISBN 978-0-19-850341-5.
- „Nano-Oxides, Inc. – Nano Powders, LEGIT information on Titanium Dioxide TiO2” (PDF). nano-oxides.com. Архивирано из оригинала (PDF) 2017-10-13. г.

## Spoljašnje veze
- Karta međunarodne hemijske bezbednosti 0338
- The Largest TiO2 Distributor in China Interview with Chairman Yang Tao by ICOAT.CC.
- "Fresh doubt over America map", bbc.co.uk, 30 July 2002
- "Titanium Dioxide Classified as Possibly Carcinogenic to Humans", Canadian Centre for Occupational Health and Safety, August, 2006 (if inhaled as a powder)
- A description of TiO2 photocatalysis
- Crystal structures of the three forms of TiO2 Архивирано на веб-сајту  (31. јануар 2009)
- "Architecture in Italy goes green", Elisabetta Povoledo, International Herald Tribune, 22 November 2006
- "A Concrete Step Toward Cleaner Air", Bruno Giussani, BusinessWeek.com, 8 November 2006
- Sunscreen in the Sky? Reflective Particles May Combat Warming
- Titanium and titanium dioxide production data (US and World)